# Авиационный музей в Мак-Минвилле
Авиационный музей в Мак-Минвилле (англ. Evergreen Aviation & Space Museum) — авиационный музей с большим количеством военных, гражданских самолётов и космических аппаратов, в частности, Хьюз H-4 Геркулес (англ. Hughes H-4 Hercules «Spruce Goose»). Музей расположен в городе Мак-Минвилл, штат Орегон. Открылся кинотеатр IMAX в 2007, и в 2008 году открыли второй выставочный зал космических технологий.

## История

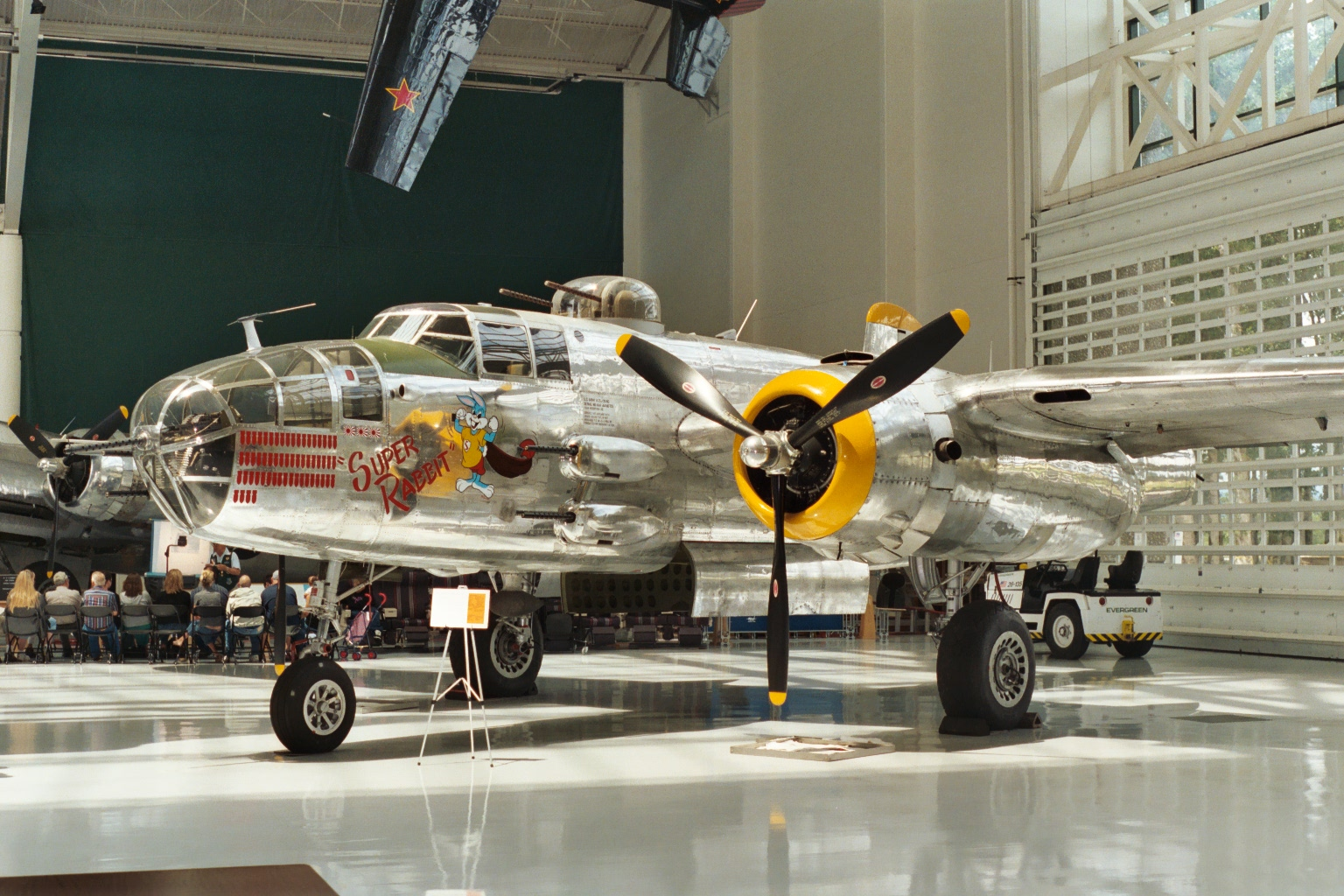
B-25 Mitchell бомбардировщик.

Сперва рассматривался Майклом Кинг-Смитом, сыном основателя Evergreen International Aviation Делфорда Смита, как небольшая коллекция старинных самолётов в ангаре при штаб-квартире компании. Постепенно из небольшой коллекции — вырос большой музей. В марте 1990 года, Корпорация Disney, которой принадлежал Spruce Goose, объявила, что она закрывает свою экспозицию расположенную в Лонг-Бич, штат Калифорния. Аэроклуб Южной Калифорнии сразу же начал искать новый дом для Spruce Goose. В 1992 году, авиационный музей в Мак-Минвилле выиграл тендер с предложением построить музей вокруг самолёта и позиционировал его в качестве центрального экспоната.
Самолёт Spruce Goose был разобран и отправлен на корабле по Тихому океану, реке Колумбия, и рекам Уилламетт в Дейтон, и наконец он был переведен в авиационный музей в Мак-Минвилле. Он прибыл в феврале 1993 года. В течение следующих восьми лет, самолёт прошел через полную реставрацию. В сентябре 2000 года, в целом, реставрация была завершена. Самолёт по-частям был помещён в новое здание музея, ещё в стадии строительства. В следующем году, работа по сборке самолёта была завершена и моментом открытия музея стало 6 июня 2001 года.
В сентябре 2006 года — начались работы по строительству музея космонавтики. Они были завершены в мае 2008 года и торжественное открытие состоялось 6 июня 2008 года.
F-15 Eagle установлен на постаменте перед штаб-квартирой EIA через дорогу от музея и установлена бронзовая статуя капитана Майкла К. Смита. на пути к авиационному музею в память о нём.

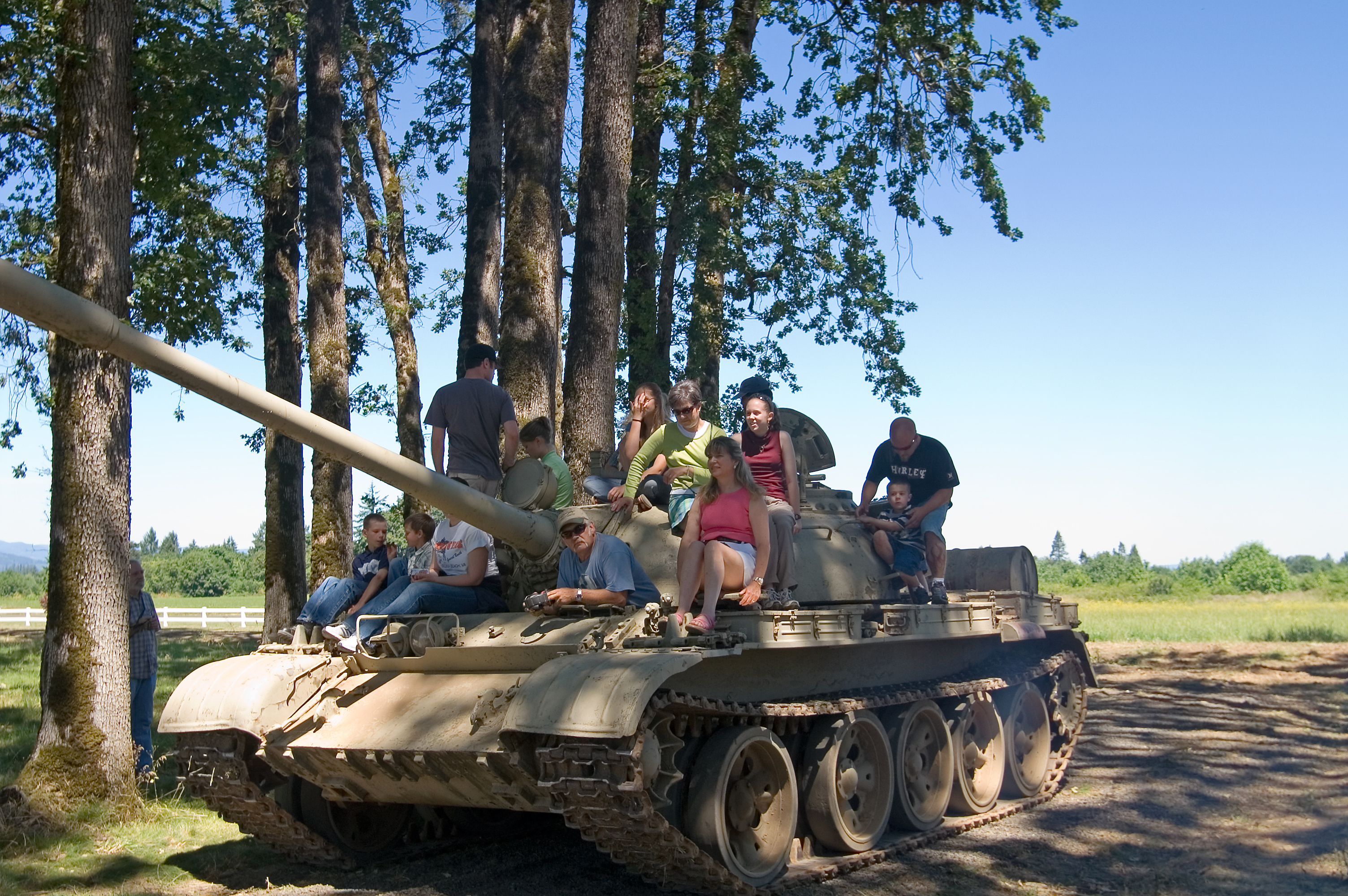
Дети лезут на советский Т-55 за главным зданием музея.

По состоянию на июнь 2008 года были два выставочных центра, открытых для публики: первый — это авиационный центр Spruce Goose, как центральный экспонат. Второй — это Центр космических полетов, который имеет ракеты Титан II, а также самолёт SR-71 Blackbird. Титан II находится в вертикальном положении в специально построенной шахте. Выставка включает в себя воссозданную комнату управления ракетой и обставлена мебелью и оборудованием, подаренные от авиабазы Ванденберг. Есть авиасимуляторы для посадки космического челнока, а также капсулы для выполнения посадки на Луну лунного модуля.
Имеется кинотеатр IMAX. А за авиацентром находится группа советской бронетехники, в том числе два танка Т-34-85, Т-55 и два бронетранспортера.

## Аквапарк

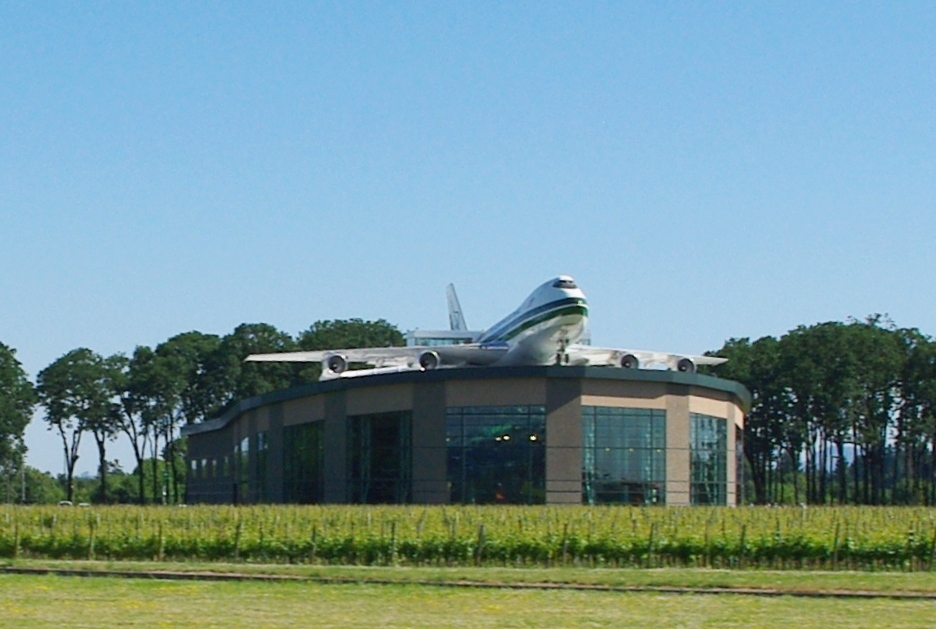
аквапарк с установленным Boeing 747-100

Аквапарк открыт 6 июня 2011 года. Планы авиационного музея — открыть отель на 84 номера и ресторан.

## Коллекция

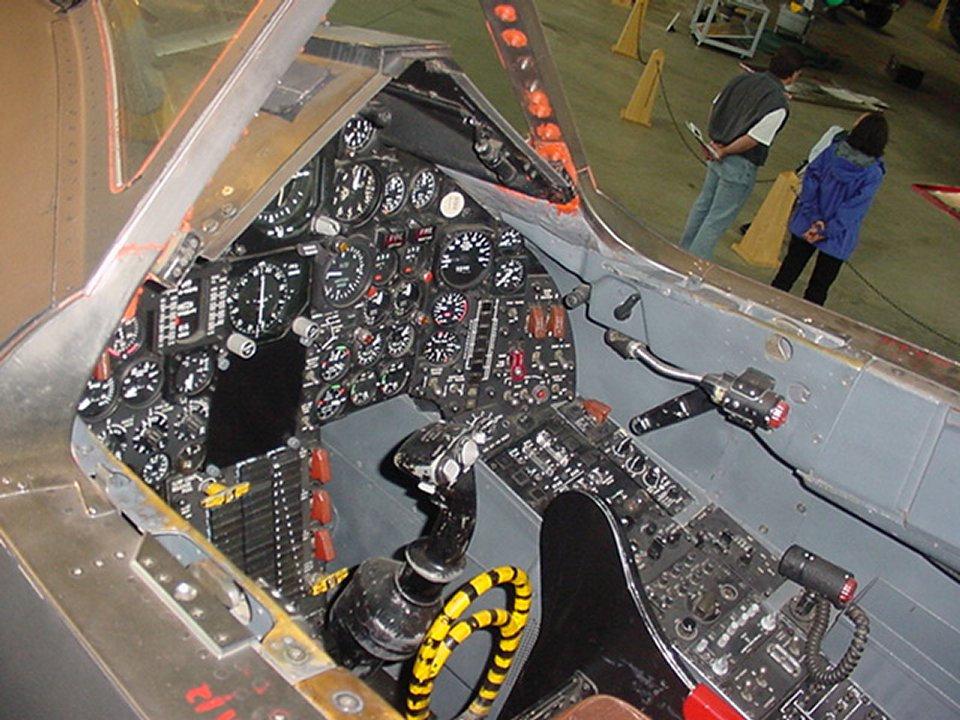
SR-71 панель приборов

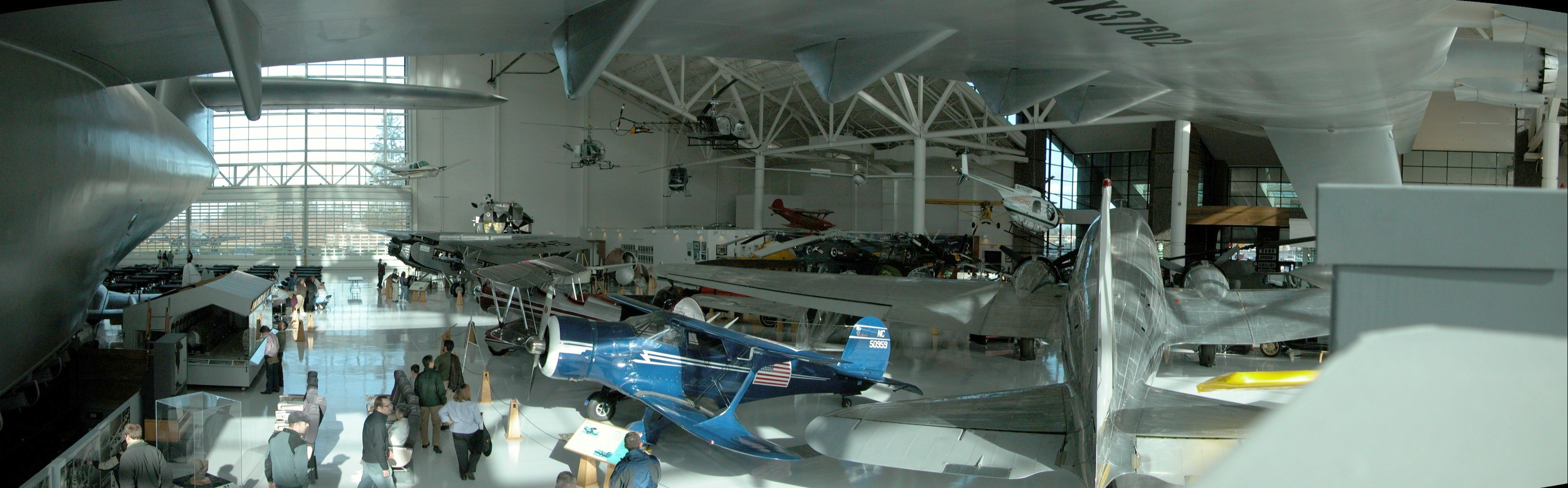
панорама музея

- Boeing B-17G Flying Fortress AAF Ser. No. 44-83785
- Curtiss P-40 Warhawk
- de Havilland D.H.-100 Vampire Mk.52
- Douglas A-1 Skyraider
- Douglas A-4 Skyhawk
- Douglas C-47
- Douglas DC-3A
- Спускаемый модуль Фотон-6
  - Безымянная версия Vostok spacecraft (Русская космическая капсула)[источник не указан 179 дней]
- Grumman F6F-3N Hellcat BuNo 41476 (передан в коллекцию Collings Foundation)
- Grumman TF-9J Cougar
- Hughes H-4 Hercules
  - Знаменитый "Spruce Goose, " летающая лодка с самым большим размахом крыльев из когда-либо построенных самолётов.
- Lockheed P-38 Lightning
- North American T-39 Sabreliner
  - Подарен музею в январе 2013 года, модель Роквелл Коллинз Sabreliner 1964 50 (бортовой номер N50CR), приобретен компанией в 1976 году и был использован для многих важных летно-испытательной проектов. Самолёт налетал около 8000 часов с более 5000 посадок.
- Lockheed SR-71A Blackbird
  - Его последний полет был 1 февраля 1996 года.
- Martin Titan II SLV Space Launch Vehicle
  - Эта ракета последняя из 14-ти Титан IIS, которые были выбраны, чтобы быть преобразованными и использованными для науки, погоды и военных спутников. Серийный номер 66-4319 или б-108.
- McDonnell Douglas F-15A Eagle
  - Самолёт стоит на постаменте перед штаб-квартирой компании.
- McDonnell Douglas F-4 Phantom II
- Космическая капсула Меркурий
- Messerschmitt Bf 109G-10/U-4
  - Летающий экземпляр.
- Messerschmitt Me.262 (копия)
- МиГ-17А
- МиГ-21МФ
- МиГ-29
- X-38 V-131R
- Supermarine Spitfire Mk. XVI

также представлено много разнообразных авиационных двигателей.
Выставка включает в себя множество вертолётов.

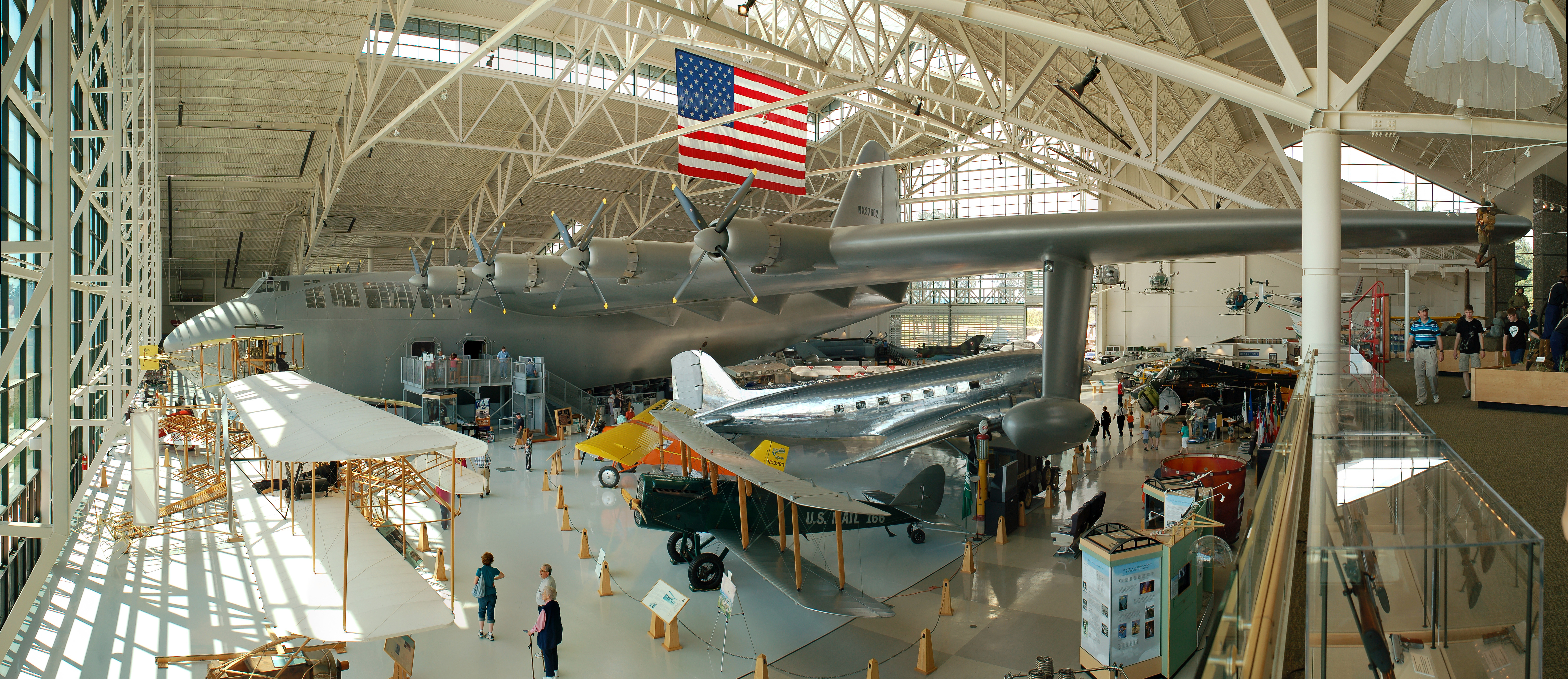
панорама музея

## Галерея

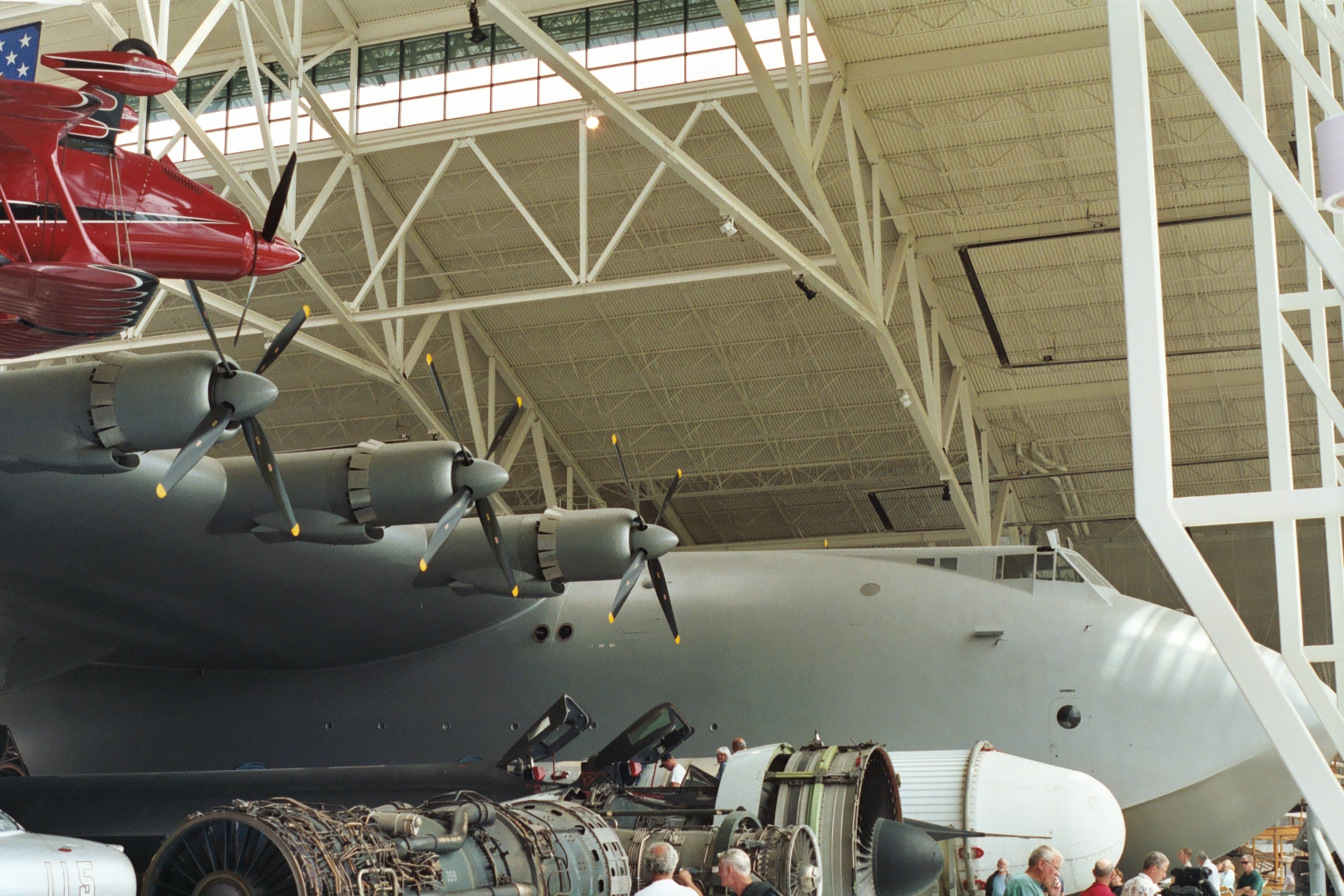
Носовая часть самолёта Spruce Goose
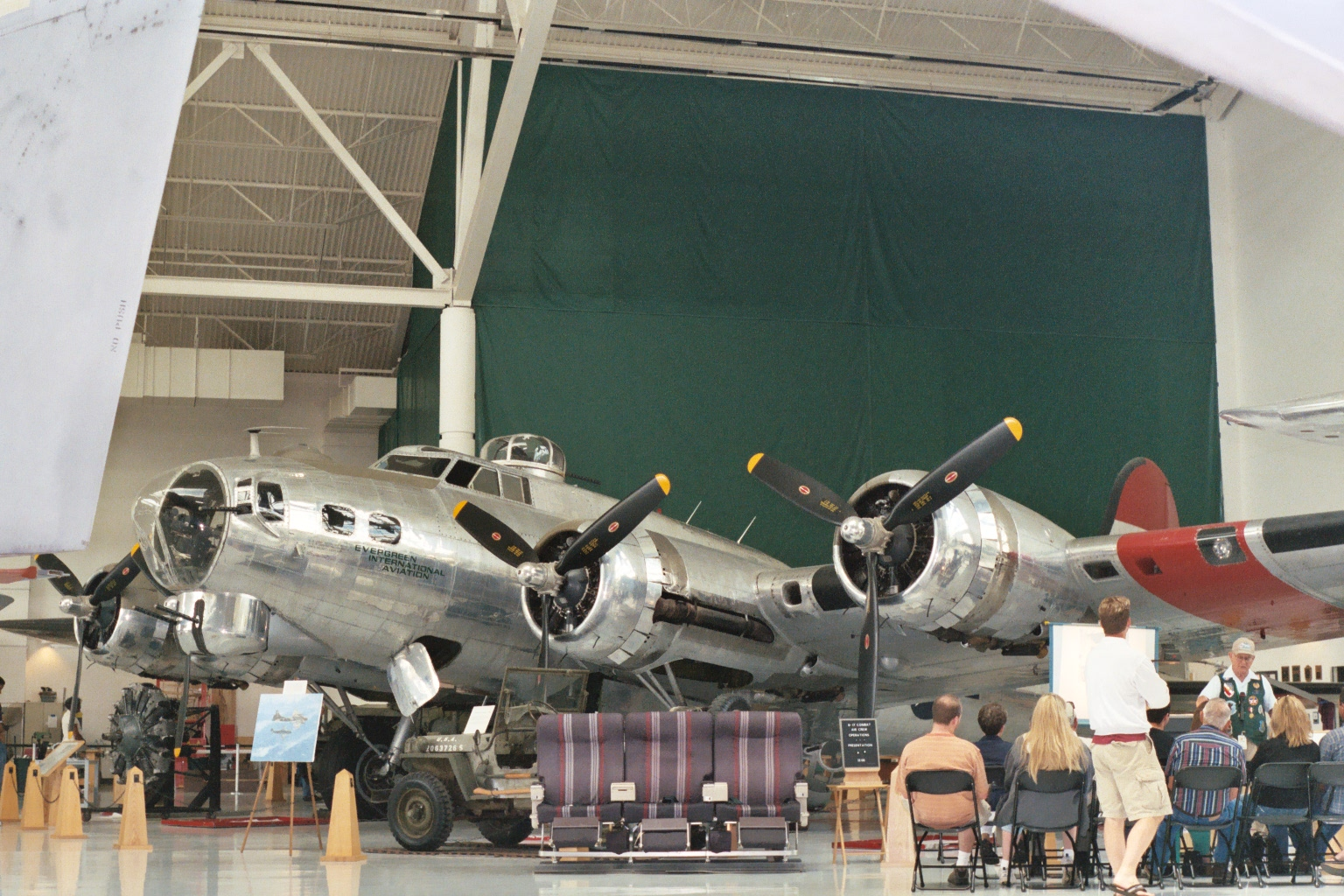
B-17G-95DL 44-83785
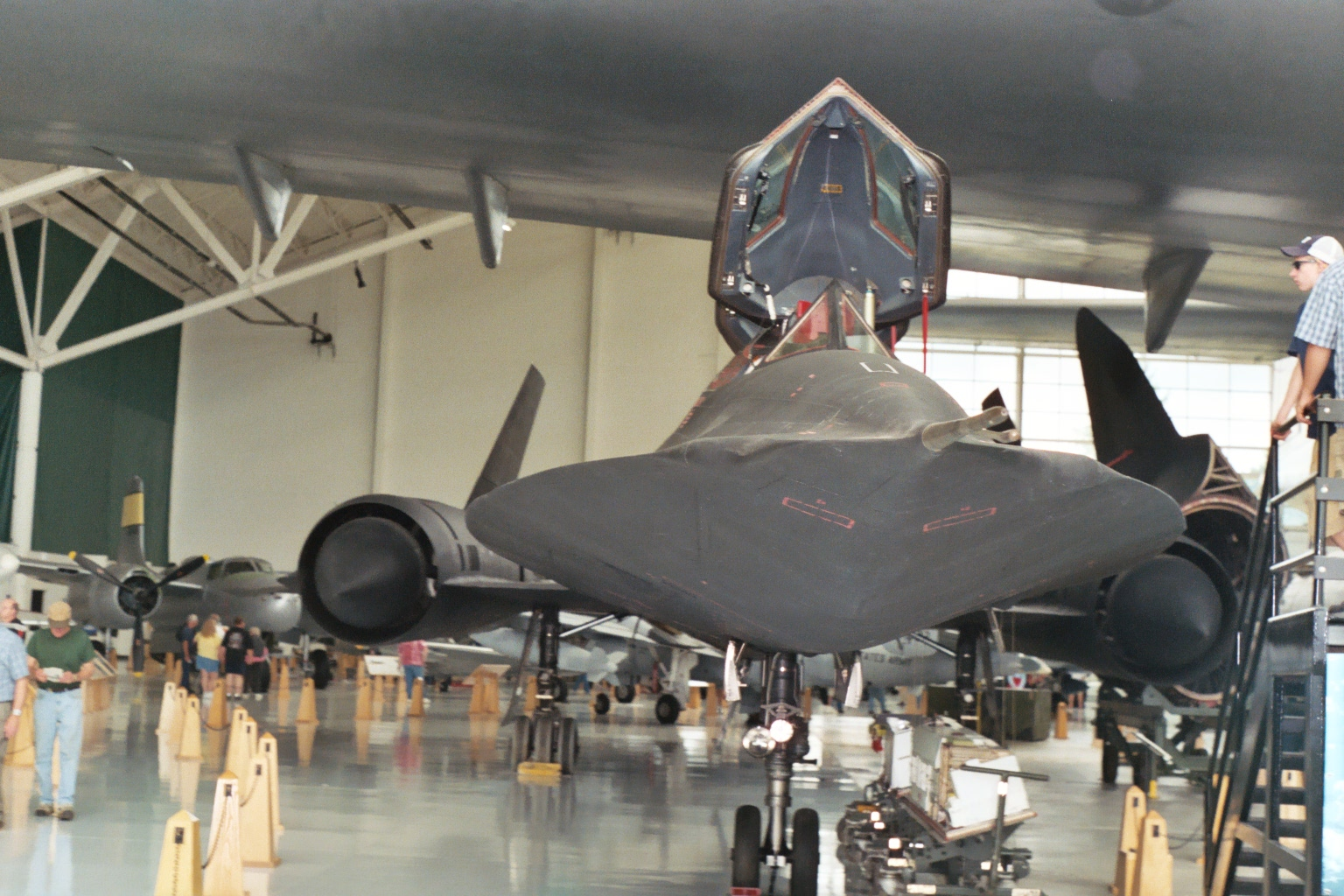
SR-71 Blackbird под крылом Spruce Goose